# 黒田直温
黒田 直温（くろだ なおあつ）は、上総久留里藩の第4代藩主。久留里藩黒田家5代。
天明4年（1784年）6月28日、第3代藩主・黒田直英の次男として江戸下谷藩邸で生まれる。
天明6年（1786年）の父の死去により家督を継いだ。
寛政11年（1799年）12月、従五位下、大和守に叙位・任官する。
藩政においては藩財政再建に尽力したが、効果を挙げることなく、享和元年（1801年）7月24日に死去した。享年18。嗣子がなく、叔父の直方が養子となって跡を継いだ。

## 系譜
父母
- 黒田直英（父）
- 品子、祇園院 ー 松平信礼の娘（母）

養子
- 黒田直方 ー 黒田直亨の三男